# Анандасангари, Гэри
Гэри Анандасангари (англ. Gary Anandasangaree, там. சத்தியசங்கரி ஆனந்தசங்கரி; род. 19 ноября 1976, Шри-Ланка) — канадский политик, член Либеральной партии. Министр общественной безопасности (с 2025).

## Биография
Родился на Шри-Ланке, в 1983 году ребёнком вместе с матерью иммигрировал в Канаду. Окончил Карлтонский университет в Оттаве и школу права Осгуд Холл в Торонто. Управлял в Скарборо собственной юридической фирмой, которая специализировалась на делах о предпринимательстве, недвижимости и международном законодательстве по правам человека. Представлял в ООН организацию Lawyers' Rights Watch Canada, активно участвовал в жизни тамильского сообщества. В 2015 году впервые избран в Палату общин Канады от торонтского округа Скарборо — Руж Парк. Являлся парламентским секретарём нескольких министров — по вопросам отношений между Короной и коренным населением, юстиции и канадского наследия.
26 июля 2023 года в ходе серии кадровых перемещений в правительстве Трюдо назначен министром по вопросам отношений между Короной и коренным населением.
20 декабря 2024 года премьер-министр Трюдо произвёл несколько кадровых перестановок в правительстве, в числе прочих мер назначив Анандасангари министром по вопросам отношений между Короной и коренным населением и по делам северных регионов, а также министром, ответственным за Агентство экономического развития Северной Канады.
14 марта 2025 года при формировании правительства Карни вновь получил портфель министра по отношениям с коренными народами и по делам северных регионов, а также был назначен министром юстиции и генеральным прокурором.
13 мая 2025 года Марк Карни ввиду состоявшихся парламентских выборов произвёл масштабные кадровые перемещения в Кабинете, в числе прочих мер назначив Анандасангари министром общественной безопасности.